# Layout engine
Un Layout engine (a volte definito motore di rendering) è un componente software che interpreta delle informazioni in ingresso codificate secondo uno specifico formato e le elabora creandone una rappresentazione grafica. 
Nel caso di un browser, una volta scaricati da Internet i contenuti (sotto forma di documenti HTML, XML, immagini, ecc.), il motore di rendering interpreta lo stile ad essi associato (tramite i CSS per le pagine web, i fogli XSL per i documenti XML, ecc.) e li presenta, gestendo il disegno dell'area della finestra su un monitor, oppure invia il risultato direttamente ad una stampante.
Un altro esempio che fa capire al volo il concetto di renderizzazione è PovRay: la macchina traduce la descrizione geometrica della scena scritta dall'artista in un'immagine.
Il termine "motore di rendering" ha raggiunto un uso popolare solo quando si è iniziato a separarli dai browser: Trident, il motore di Internet Explorer, viene usato in molte applicazioni (Windows Update, Winamp, i software Symantec, ecc.). Anche Netscape può usare, a scelta dell'utente, Trident o Gecko, il motore di Mozilla (Suite, Firefox, Thunderbird).